# Richard Wilson (football)
Pour les articles homonymes, voir Richard Wilson et Wilson.
Richard Wilson est un footballeur puis entraîneur néo-zélandais né le 8 mai 1956 à Nelson. Il évolue au poste de gardien de but du milieu des années 1970 à la fin des années 1990.
Il a participé à la Coupe du monde 1982 avec la Nouvelle-Zélande.

## Carrière
- 1974-1978 : Woolston WMC  Nouvelle-Zélande
- 1979 : Nelson United  Nouvelle-Zélande
- 1980-1981 : Canberra City  Nouvelle-Zélande
- 1981-1985 : Preston Makedonia  Australie
- 1986-1987 : Tauranga City  Nouvelle-Zélande
- 1987 : Grantham Town  Angleterre
- 1987-1988 : Lincoln City  Angleterre
- 1988-1989 : Kettering Town  Angleterre

## Sélections
- 26 sélections avec l'équipe de Nouvelle-Zélande de 1979 à 1984.